# Johann Joachim Friedrich Torkuhl

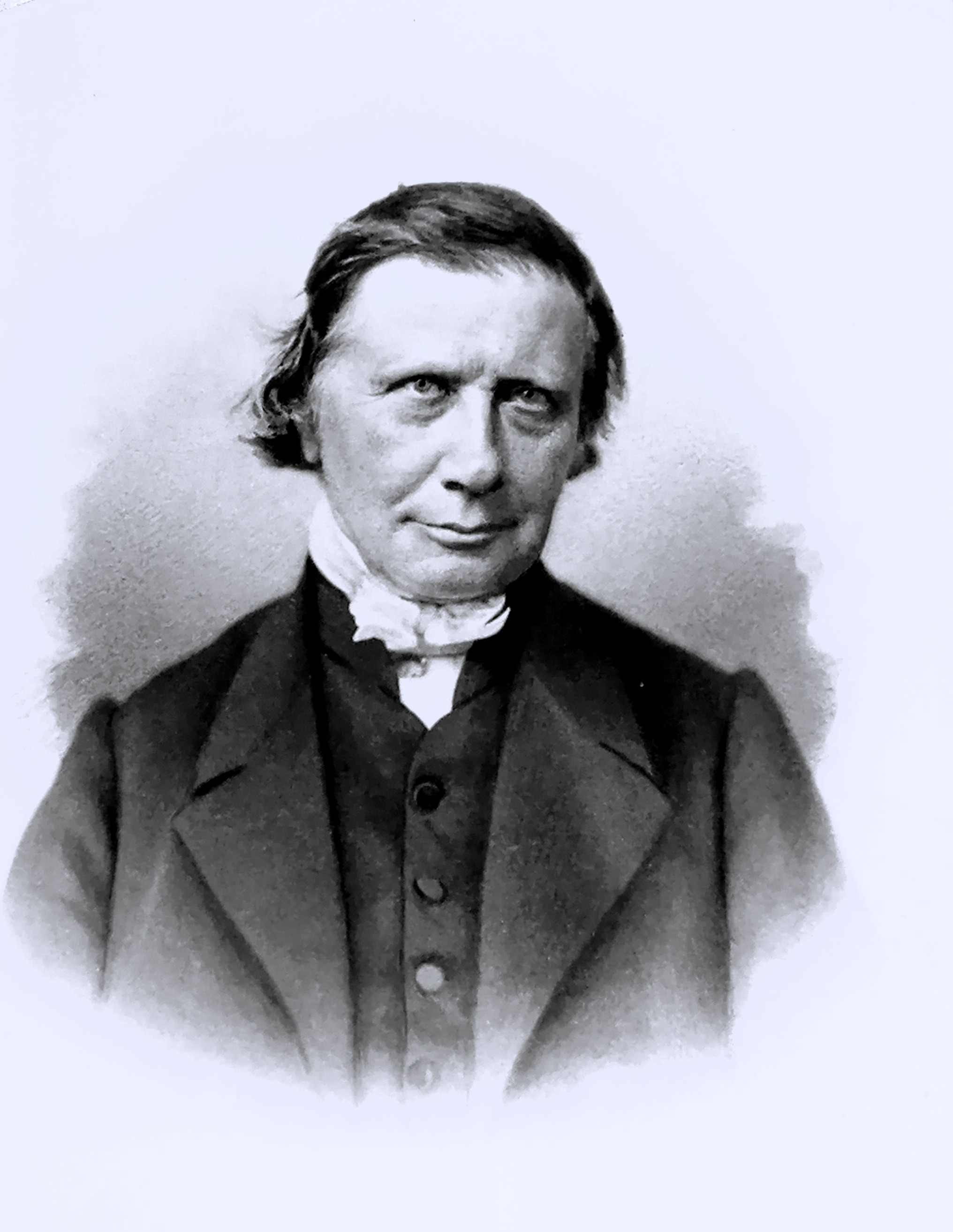
Johann Joachim Friedrich Torkuhl

Johann Joachim Friedrich Torkuhl (* 5. November 1790 in Lübeck; † 5. Februar 1870 ebenda) war ein Ratsherr und Bürgermeister der Hansestadt Lübeck.

## Leben
Torkuhl war der Sohn des Lübecker Leinenhändlers Johann Jochim Torkul († 1820) aus dessen dritter Ehe. Er studierte Rechtswissenschaften in Heidelberg, Dijon und Jena. In seiner Heidelberger Zeit wurde er Mitglied des dort kurzzeitig bestehenden Corps Hannovera Heidelberg. 1814 wurde er in Lübeck Advokat und 1824 Ratsherr. Er war in der Verwaltung der Stadt und in deren auswärtigen Angelegenheiten viel beschäftigt. Ab 1835 war er wiederholt lübeckischer Gesandter beim Deutschen Bund in Frankfurt am Main, 1845 wurde er Lübecker Bürgermeister. Nach der Verfassungsänderung wurde er in den Jahren 1851/52, 1857 und 1858 Vorsitzender im Senat. Er trat wegen Erblindung 1865 in den Ruhestand. Er wurde von der Hansestadt Lübeck mit ihrer höchsten Auszeichnung, der Gedenkmünze Bene Merenti, geehrt.